# Je me souviens

Escut d'armes amb el lema del Quebec. Je me souviens.

Je me souviens (me'n recordo en català) és el lema oficial de la nació del Quebec.
L'any 1883 Eugène-Étienne Taché, arquitecte i comissari adjunt de les terres de la Corona, fa gravar en la pedra el lema "jo me'n recordo" just a sota de l'escut d'armes del Quebec que es troba a les portes principals de la Seu del Parlament a la ciutat de Quebec. Des d'aquell dia el lema és l'oficial a tot el Quebec, però no fou fins al 1939 que va ser acceptat de forma oficial.
Sobre el seu significat hi ha diverses teories però en general es refereix a no oblidar el passat colonial francès de la província, així com la seva llengua, les seves tradicions i la seva història.